# جهت‌یابی (ورزش)

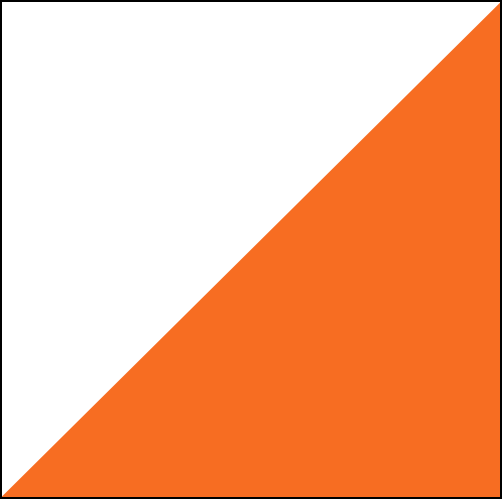
نماد جهانی ورزش جهت‌یابی

ورزش جهت‌یابی پیدا کردن راه معین با بهره‌گیری از نقشه و قطب‌نما می‌باشد.
ورزش جهت‌یابی دارای مقررات و اصولی است که آموزش آن‌ها در قبل منحصراً برای افراد نظامی بود اما امروزه با بنیان‌گذاری فدراسیون بین‌المللی جهت‌یابی و گسترش آن به همه اشخاص، این ورزش به یک رشته پایه تبدیل شده‌است.
ورزش جهت‌یابی به خاطر توانایی‌های بالای ذهنی و بدنی که برای اشخاص به وجود می‌آورد، در خلال چند سال گذشته مورد توجه کشورهای گوناگون قرار گرفته‌است. کشورهای شرکت‌کننده در مسابقات جهانی این رشته معمولاً از پرسنل نیروهای مسلح خود برای عضویت در تیم‌های ملی بهره می‌گیرند. این رشته از جمله ورزش‌های بسیار سودمند می‌باشد که اثر مثبت جسمی و روحی بر فرد می‌گذارد. اجرای این ورزش درهمهٔ خشکی‌ها امکان‌پذیر است.
در مسابقات جهت‌یابی، به طورمعمول دو تیم هشت نفره شرکت می‌کنند، امادو شرکت‌کننده نیز می‌توانند با یکدیگر مسابقه بدهند. این ورزش برای همه افراد در سنین مختلف لذتبخش است.
جهت‌یابی ورزشی علمی است که فرد با داشتن یک نقشه که تعدادی هدف بر روی آن مشخص می‌باشد با پیدا کردن مسیرهای مرتبط، اهداف را جست و جو و پیدا می‌نماید. ورزشکار می‌تواند از قطب‌نما در مکان‌هایی که امکان پیدا کردن اهداف مشکل است استفاده نماید. فرد در ابتدا با دانستن چگونگی پیدا کردن جهت شمال و سپس جهات دیگر، فراگیری ورزش جهت‌یابی را آغاز می‌نماید.

## مسابقات
مسابقات جهانی جهت‌یابی (انگلیسی: World Orienteering Championships) توسط فدراسیون جهانی جهت‌یابی از سال ۱۹۶۶ میلادی در رشته‌های مختلف و مسافت‌های مختلف جوانان و بزرگسالان و معلولان برگزار می‌شود.

## رشته‌ها
در مسابقات جهت‌یابی اساساً جدیدترین مقررات مسابقات جهانی جهت‌یابی (WOC) متعلق به فدراسیون بین‌الملی جهت‌یابی (IOF) به کار برده می‌شود و مسابقات در چهار رشته ورزشی متفاوت در جهان برگزار می‌گردد: جهت‌یابی پیاده، جهت‌یابی اسکی، جهت‌یابی دوچرخه کوهستان، جهت‌یابی با ویلچر. جهت‌یابی با نقشه، جهت‌یابی با خودرو و جهت‌یابی با قایق نیز از دیگر زیرمجموعه‌های این ورزش است.

## نگارخانه

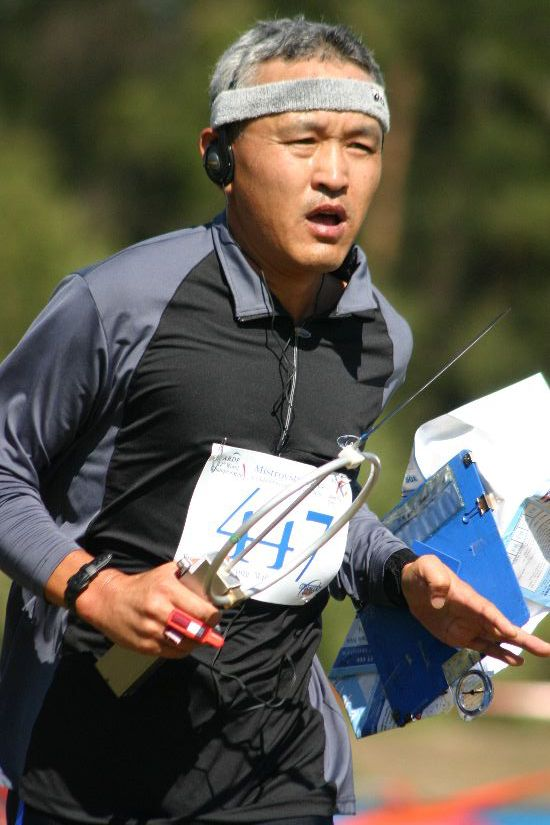
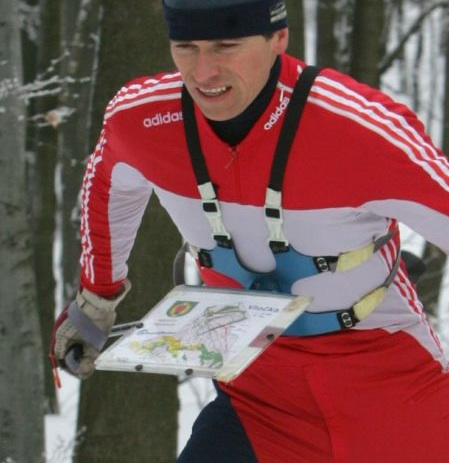
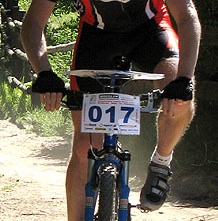